# Freden i Nystad
Freden i Nystad (svensk: Freden i Nystad, russisk: Ништадтский мир, finsk: Uudenkaupungin rauha) er betegnelsen på den fred, der blev indgået mellem Rusland og Sverige 30. august 1721 (gs) (10. september ns), og som markerede afslutningen på Den Store Nordiske Krig.

## Baggrund
I årene 1719-1721 (efter Karl 12.s fald) hærgede russerne langs de svenske kyststrækninger og afbrændte flere byer. For at opnå fred måtte Sverige forhandle og indgå fredsaftaler på de vilkår, man kunne opnå:
- Freden i Stockholm 1719 med Hannover,
- Freden i Stockholm 1720 med Kongeriget Preussen,
- Freden i Frederiksborg 1720 med Danmark-Norge,
- Freden i Nystad 1721 med Rusland, der endegyldigt afsluttede krigen.

## Fredsforhandlingerne
Fredsforhandlinger indledtes den 12. maj 1718 på Lofö på Åland. De svenske forhandlere var Georg Heinrich von Görtz, Carl Gyllenborg og Johan Paulinus Lillienstedt, mens Rusland blev repræsenteret af Jacob Daniel Bruce og Heinrich Ostermann. Forhandlingerne blev afbrudt den 13. september samme år. Under sommeren 1719 forsøgte zar Peter at øge presset på Sverige gennem flere hærgninger langs den svenska kyst. I 1720 var den svenske situation vanskelig, men Sverige forsøgte at få en alliance i stand med England mod Rusland. Forsøget mislykkedes, og man blev tvunget til at søge fred.
England og Frankrig stillede op som mæglere, men i december 1720 kom den russiske fyrste Mnizersky til Stockholm med en fredsinvitation. Det svenske rigsråd accepterede invitationen den 13. og 14. december, og riksrådsmedlemmet Lillienstedt og landshövdingen Otto Reinhold Strömfelt fik fuldmagter til at forhandle i Nystad. Rusland var nu yderligere repræsenteret af Bruce og Ostermann. Svenskerne tog omgående spørgsmålet om russerhærgningerne op, hvilket førte til, at en kurir blev sendt for at kalde den russiske flåde tilbage.
Sveriges delegater havde kun fuldmagt til at afstå Kexholms län, Ingermanland og Narva, samt nogle län i det østlige Livland. Zar Peter var fast besluttet på, at Rusland skulle beholde gjorte erobringer, samt større dele af Finland, og truede med at genoptage hærgningerne i Sverige, til hvilke var mobiliseret 115.000 mand. Sverige fandt det derfor nødvendigt at acceptere fredsbetingelserne.

## Vilkår
Som en del af aftalen måtte Sverige:
1. afstå Estland, Livland, Ingermanland, Vyborg med omgivende len, den sydlige del af Kexholms län, desuden øerne Øsel, Dagø og Moon til Rusland (p. 4),
2. have ret til fra Livland (Reval, Arensburg og Riga) toldfrit årligt at udføre for 50.000 rubler korn, dog undtaget år med misvækst (p. 6).

Til gengæld måtte Rusland:
1. afstå de besatte områder af Finland til Sverige (p. 5),
2. betale krigsskadeerstatninger på op omkring 2 millioner Reichsthaler (p. 5),
3. garantere befolkningen (adelige, uadelige, stæder, magistrater, gilder og skråer) i de af Sverige afståede områder trosfrihed og bevare deres skolevæsen (p. 10) samt ret til at beholde hidtidige handelsprivilegier (p. 9).

## Følger
Freden markerede et vendepunkt i magtbalancen i det nordlige Europa, idet Sverige rent magtpolitisk begyndte sin tilbagegang, hvorimod Rusland med de store områdeovertagelser i Baltikum begyndte at fremstå som en stormagt i området.